# Cytokine release syndroom
Cytokine Release Syndroom (CRS) is een van de belangrijkste bijwerkingen bij patiënten die doelgerichte immuuntherapie krijgen, hieronder valt ook het "immuun effectorcel neurotoxiciteit syndroom" (ICANS). Door de inwerking van de therapie komen er heel snel veel kankercellen vrij die schade gaan brengen ter hoogte van de hersenen, dit geeft bepaalde symptomen die gebundeld worden onder de naam ICANS.
CRS is een overreactie van het immuunsysteem door het snel vrijkomen van de kankercellen met griepachtige verschijnselen zoals koorts, kortademigheid, koude rillingen, spierpijn en duizeligheid.
CRS is een reversibel syndroom, dit wilt zeggen dat het omkeerbaar is.

## Gradering CRS en ICANS[2]
|         | CRS                                                                                              | ICANS |
| ------- | ------------------------------------------------------------------------------------------------ | --- |
| Graad 1 | Temperatuur ≥ 38 C                                                                               | Bewustzijn: spontaan ogen openen |
| Graad 2 | Temperatuur ≥ 38 C Zuurstof met neusbril nodig                                                   | Bewustzijn: wakker op aanspreken |
| Graad 3 | Temperatuur ≥ 38 C Nood aan minstens 1 vasopressor (bloeddrukverhoger) Zuurstof met masker nodig | Bewustzijn: Wakker na non-verbale stimulus bv pijnprikkel. Convulsies/stuipen: klinische stuipen korter dan 5 minuten Verhoogde hersendruk: oedeem/vochtophoping in de hersenen te zien op beeldvorming                               |
| Graad 4 | Temperatuur ≥ 38 C Nood aan meer dan 1 vasopressor (bloeddrukverhoger) kunstmatige beademing     | Bewustzijn: niet wekbaar, coma Convulsies/stuipen: levensbedreigend, stuipen langer dan 5 minuten Motorisch: zwakte en verlamming Verhoogde hersendruk: uitval van de hersendelen door verhoogde druk en te veel vocht in de hersenen |

## Symptomen
- Milde symptomen: tremor (trillen), moeite hebben met schrijven, milde slaperigheid, moeite met benoemen van bepaalde zaken
- levensbedreigende symptomen: coma en zwelling van het hersenweefsel

## Opvolgen van CRS
De opvolging gebeurd aan de hand van de ICE schaal (immune effector cell-associated encephalopathy schaal). Dit is een schaal die gebruikt wordt door professionele hulpverleners voor het opsporen van deze neurologische symptomen.
| Oriëntatie           | Betrekking tot: - Jaar - Maand - Stad - Ziekenhuis                  | 4 punten |
| Benaming             | 3 objecten kunnen benoemen die aangewezen worden                    | 3 punten |
| Opdrachten uitvoeren | Vermogen om simpele opdrachten uit te voeren bv "sluit je ogen"     | 1 punt   |
| Schrijven            | Vermogen om één standaard zin te schrijven                          | 1 punt   |
| Concentratievermogen | Vermogen om terug te tellen van 100 naar 0 met telkens 10 tegelijk. | 1 punt   |